# Cantone di Tonneins
Il Cantone di Tonneins è una divisione amministrativa dell'arrondissement di Marmande.
A seguito della riforma approvata con decreto del 26 febbraio 2014, che ha avuto attuazione dopo le elezioni dipartimentali del 2015, è passato da 5 a 13 comuni.

## Composizione
I 5 comuni facenti parte prima della riforma del 2014 erano:
- Clairac
- Fauillet
- Lafitte-sur-Lot
- Tonneins
- Varès

Dal 2015 i comuni appartenenti al cantone sono i seguenti 13:
- Brugnac
- Castelmoron-sur-Lot
- Clairac
- Coulx
- Fauillet
- Grateloup-Saint-Gayrand
- Hautesvignes
- Labretonie
- Lafitte-sur-Lot
- Laparade
- Tonneins
- Varès
- Verteuil-d'Agenais